# Абевил (Јужна Каролина)
Абевил (енгл. Abbeville) град је у америчкој савезној држави Јужна Каролина.

## Демографија
По попису из 2010. године број становника је 5.237, што је 603 (-10,3%) становника мање него 2000. године.
| Група             | 2000.         | 2010.         |
| Белци             | 2.932 (50,2%) | 2.443 (46,6%) |
| Афроамериканци    | 2.831 (48,5%) | 2.645 (50,5%) |
| Азијати           | 15 (0,3%)     | 23 (0,4%)     |
| Хиспаноамериканци | 44 (0,8%)     | 48 (0,9%)     |
| Укупно            | 5.840         | 5.237         |